# Пожежно-прикладний спорт

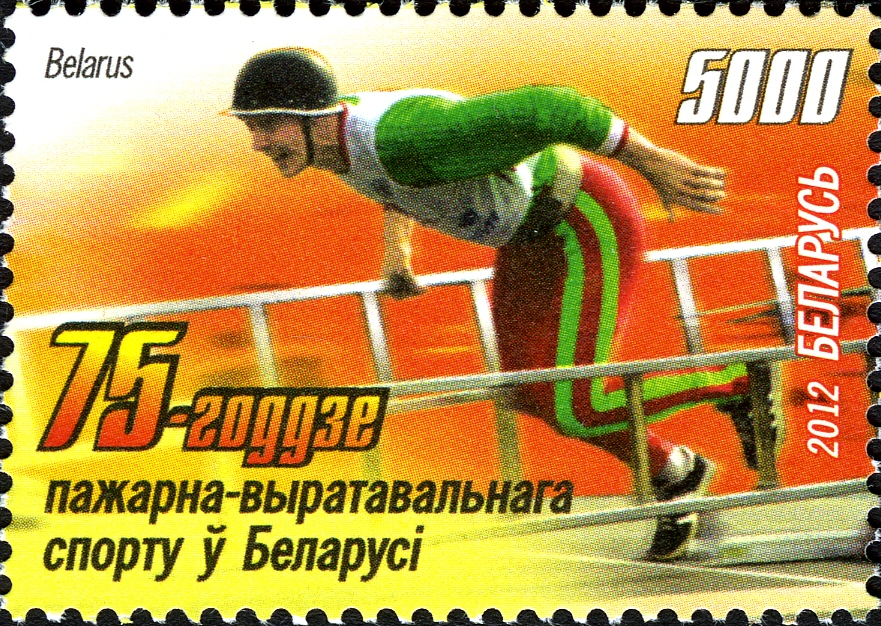

Пожежно-прикладний спорт (ППС) — вид спорту, добре розвинений у країнах колишнього СРСР. Поступово набирає популярність за кордоном. Його метою також є підготовка пожежників та рятувальників до виконання дій за призначенням.

## Історія
Перші відомості про змагання в Пожежній охороні НКВС СРСР, які стали прообразом пожежно-прикладного спорту відносяться до 1936 року, коли такі змагання відбулися в м. Києві
Всесоюзні змагання, в які були включені пожежно-прикладні вправи, відбулися в далекому 1937 році. Це були змагання пожежної охорони НКВС. У 1945 році було розроблено правила змагань із ППС і програму Всесоюзних особисто-командних змагань пожежної охорони МВС СРСР.
Пізніше Президія Центральної ради з фізкультури і спорту ухвалила постанову «Про включення ППС у Єдину Всесоюзну спортивну класифікацію», що давало спортсменам право на отримання спортивного розряду, звання майстра спорту і кандидата в майстри спорту. А після введення в експлуатацію закритих зимових комплексів стало можливим проведення змагань не лише влітку, а й у зимовий період.

## ППС в Україні
Україна з 2002 року — член Міжнародної спортивної федерації пожежників та рятувальників (далі — МСФПР), до складу якої входить 19 країн світу. Збірна команда МНС з пожежно-прикладного спорту, яка представляє Україну на міжнародній арені не раз ставала призером чемпіонатів світу та Європи, а також чемпіоном і призером багатьох міжнародних змагань.

На сьогодні наймасштабнішими всеукраїнськими змаганнями з ППС є Кубок Чорнобиля (у місті Вишневому Київської обл.), зимовий і літній чемпіонати України. Перші дванадцять команд за результатами чемпіонату беруть участь у розіграші Кубка України, а команда-переможець вирушає на міжнародні змагання.

Відповідно до протокольного рішення ІХ Міжнародної конференції МСФПР, яка відбулася 13 листопада 2008 року в м. Баку Республіки Азербайджан, Україні було надано право вперше в історії розвитку пожежно-прикладного спорту проведення VI Чемпіонату світу з пожежно-рятувального спорту. Під час церемонії закриття V чемпіонату світу з пожежно-рятувального (прикладного) спорту, який відбувся у вересні 2009 року в м. Уфі Російської Федерації, спортивній делегації України було урочисто вручено прапор змагань.

У 2010 році в Україні у місті Донецьку він був проведений.
Учасники VI Чемпіонату світу:
1. Азербайджан;
2. Білорусь;
3. Болгарія;
4. Угорщина;
5. Німеччина;
6. Естонія;
7. Казахстан;
8. Латвія;
9. Росія;
10. Словаччина;
11. Узбекистан;
12. Україна;
13. Чехія;
14. Донецька область (неофіційна участь).

Делегація з Кореї також була присутня на чемпіонаті з метою запозичення досвіду.
Результати VI Чемпіонату світу:
| Штурмова драбина:                        | 1.Росія; 2.Білорусь; 3.Росія.       |
| Стометрівка з перешкодами:               | 1.Білорусь; 2.Білорусь; 3.Білорусь. |
| Естафета чотири по сто метрів:           | 1.Україна; 2.Росія; 3.Чехія.        |
| Бойове розгортання:                      | 1.Словаччина; 2.Україна; 3.Чехія.   |
| Загальнокомандне розташування(підсумок): | 1.Україна; 2.Чехія; 3.Білорусь.     |

Нагороди для чемпіонату виготовлялись ювелірною фабрикою ZeltaDarbs на замовлення МНС України.

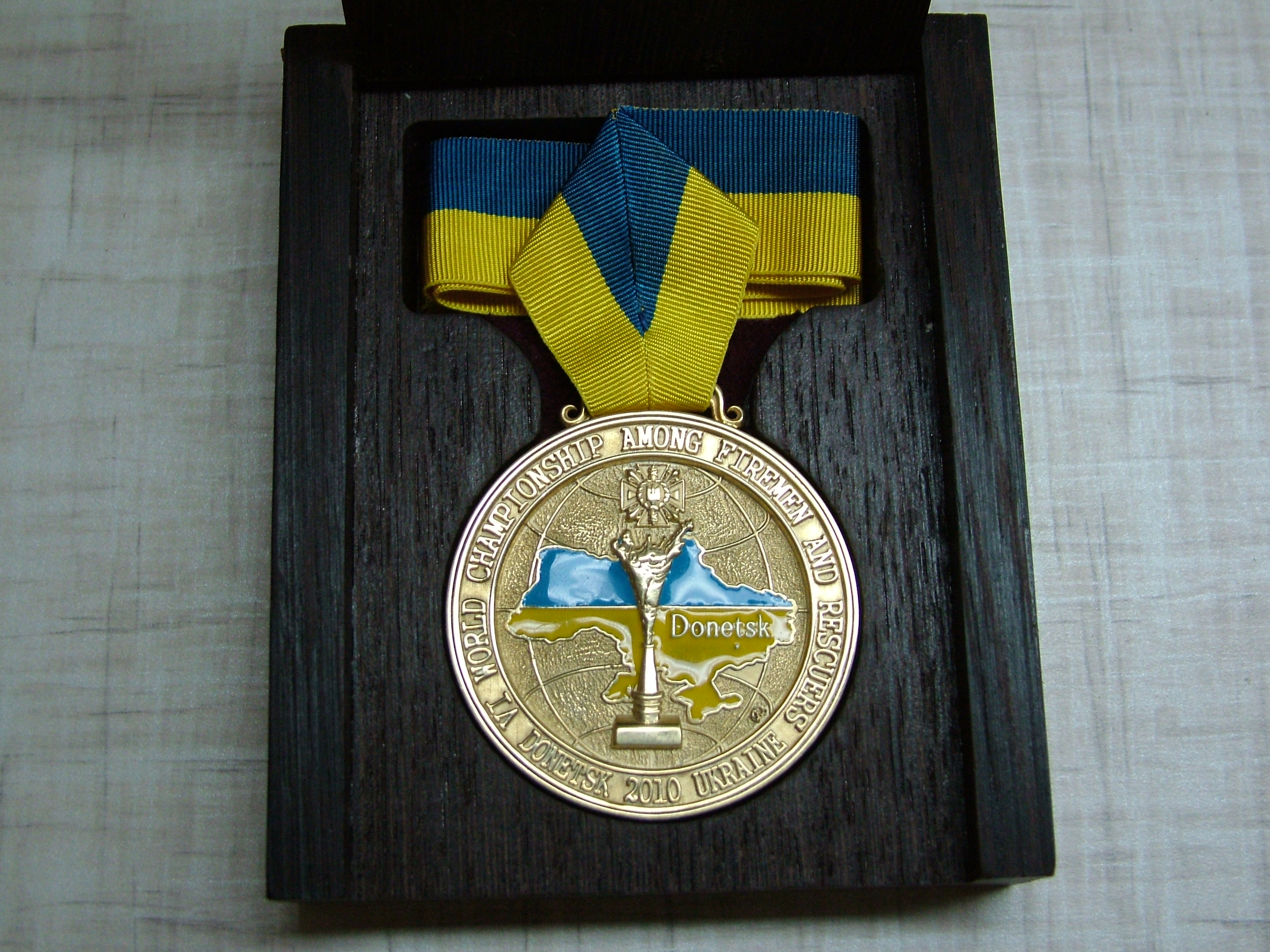
ZeltaDarbs нагорода

Для виготовлення нагород було використане стерлінгове срібло 930 проби. Вага медалі складала 65 грамів всього було виготовлено 192 медалі, загальною вагою 12500 грам.
Нагорода для першого місця була виготовлена зі срібла вкритого 22 каратним золотом, для другого місця медаль була зроблена зі срібла, для третього місця, медаль виготовлялась з бронзи.
Всі нагороди були оздоблені емаллю.
Футляри для медалей були виготовленні з цінних елітних порід дерева, Венге для першого місця, Амарант для другого місця, Бук для третього місця.